# L'Horloge sans aiguilles
 (septembre 2017).
Si vous disposez d'ouvrages ou d'articles de référence ou si vous connaissez des sites web de qualité traitant du thème abordé ici, merci de compléter l'article en donnant les références utiles à sa vérifiabilité et en les liant à la section « Notes et références ».
L'Horloge sans aiguilles (titre original : Clock Without Hands) est le dernier roman de l'écrivaine américaine Carson McCullers (1917-1967), publié en 1961.

## Résumé
Le roman raconte les destins croisés de quelques personnages symboliques dans une petite ville de Géorgie (qui ressemble au Columbus natal de l'autrice) : Malone, le pharmacien qui se meurt d'une leucémie ; Sherman Pew, un jeune Noir révolté qui incarne le Nouveau Sud ; le juge Clane, représentant le Vieux Sud blanc et conservateur ; et son petit-fils Jester Clane qui se rebelle contre l'autorité et les idées réactionnaires de son grand-père. 

## Thèmes du roman
C'est le plus social des romans de McCullers. Elle s'intéresse notamment aux rapports entre les Noirs et les petits Blancs du Sud (« Poor Whites ») à l'époque où se profile la fin de la ségrégation raciale. Elle développe par ailleurs les thématiques qu'elle affectionne : la quête identitaire, la solitude et l'amour frustré.